# Daro (Bellinzona)
Daro è una frazione del comune svizzero di Bellinzona, nel Canton Ticino (distretto di Bellinzona).
Fino al 1906 è stato un comune autonomo; nel 1907 è stato accorpato al comune di Bellinzona assieme agli altri comuni soppressi di Carasso e Ravecchia.